# Pond Farm Cemetery
Pond Farm Cemetery is een Britse militaire begraafplaats met gesneuvelden uit de Eerste Wereldoorlog, gelegen in het Belgisch dorp Wulvergem, een deelgemeente van Heuvelland.
De begraafplaats ligt achter een boerderij zo'n 1,2 kilometer ten noordwesten van Wulvergem en is bereikbaar langs een pad van 350 m. Ze werd ontworpen door Charles Holden met assistentie van William Cowlishaw. Het terrein is 2.125 m² groot en wordt omgeven door een lage natuurstenen muur. Het Cross of Sacrifice staat rechts tegen de noordelijke hoek. De begraafplaats wordt onderhouden door de Commonwealth War Graves Commission. Er liggen 301 doden begraven.

## Geschiedenis
De begraafplaats lag dicht bij een boerderij die door de Britten Pond Farm werd genoemd. Ze werd gestart in juli 1916 door eenheden van de 3rd Rifle Brigade en de 8th Buffs. Ze werd ook gebruikt door veldhospitalen die er tot oktober 1917 hun overleden gekwetsten begroeven. Wulvergem werd door de Duitsers op 14 april 1918 veroverd tijdens hun lenteoffensief maar werd op 2 september 1918 door de 30th Division heroverd. In april en september 1918 werden als gevolg van deze offensieven nog gesneuvelden bijgezet.
Er liggen 296 Britten (waarvan 4 niet konden geïdentificeerd worden) en 5 Duitsers begraven. Voor 3 Britten werden Special Memorials opgericht omdat hun graven niet meer teruggevonden werden, maar men vermoedt dat ze onder naamloze grafzerken liggen.
In 2009 werd de begraafplaats als monument beschermd.

## Onderscheiden militairen
- D.J. Baily, luitenant bij de Royal Munster Fusiliers werd onderscheiden met het Military Cross (MC).
- Ernest Laverick, sergeant bij het King's Royal Rifle Corps werd onderscheiden met de Distinguished Conduct Medal (DCM).
- sergeant Edgar Butler en korporaal James Quinn werden onderscheiden met de Military Medal (MM).